# Mario & Luigi: Bowser's Inside Story
Mario & Luigi: Bowser's Inside Story, lançado no Japão como Mario & Luigi RPG 3. (マリオ&ルイージRPG3., Mario ando Ruīji Ārupījī Surī), é um RPG eletrônico lançado para o portátil Nintendo DS no Japão no dia 11 de fevereiro, na América do Norte em 14 de setembro e na Europa em 19 de outubro, todos em 2009.[carece de fontes?] É o terceiro jogo da série Mario & Luigi, seguindo Superstar Saga e Partners in Time, tendo sido primeiramente anunciado na conferência da imprensa da Nintendo em 1 de outubro de 2008.
Como parte da saga Mario & Luigi, o jogo inclui novidades como minijogos e a possibilidade de jogar como Bowser e usar seu sistema de batalha único. Mais detalhes foram anunciados na E3 2009, incluindo o título em inglês e a data de lançamento no outono de 2009 da América do Norte e da Europa. O jogo foi aclamado pelos críticos, ganhando três prêmios de críticos on-line.
Uma sequência, Mario & Luigi: Dream Team, foi lançada para o Nintendo 3DS em 12 de julho de 2013. Um remake para o Nintendo 3DS, intitulado Mario & Luigi: Bowser's Inside Story + Bowser Jr.'s Journey, foi lançado no Japão em 27 de dezembro de 2018, na América do Norte em 11 de janeiro de 2019, na Europa em 25 de janeiro de 2019 e na Austrália em 26 de janeiro de 2019.

## Jogabilidade
O jogo varia entre três personagens. Mario e Luigi são encontrados dentro de Bowser na primeira parte do jogo, explorando um ambiente 2D de plataforma. Entretanto, as batalhas ainda são feitas por turno e são iniciadas ao toque do inimigo. Bowser explora o Reino dos Cogumelos, em uma visão aérea semelhante aos jogos anteriores da série. Após uma certa parte do jogo, Mario e Luigi podem sair do corpo de Bowser para explorar o mundo exterior. Eles podem então usar os canos para voltar ao corpo do rei Koopa.
O sistema de batalha dos dois jogos anteriores permanece o mesmo nessa versão, em adição ao fato de que Bowser passa a ser um personagem jogável. A batalha usando Bowser é semelhante aos dos dois irmãos, com a diferença de que ele luta sozinho, mas é muito mais forte e, após um certo ponto do jogo, Bowser ganha a habilidade de engolir os inimigos, permitindo que Mario e Luigi lutem com ele dentro do corpo de Bowser. Como Mario e Luigi usam pulos e martelos para atacar e se defender, Bowser usa seu punho e sua chama para atacar e o punho e seu casco para se defender.
Os Bros. Points (BP, em inglês: "pontos dos irmãos") voltaram do primeiro jogo da série, com a diferença de serem chamados de Special Points (SP, em inglês: "pontos especiais"), devido à jogabilidade de Bowser. Nesse jogo da série, itens são adquiridos coletando dez Attack Pieces (em inglês: "peças de ataque"). Após coletar todas as peças necessárias, o jogador poderá usar o item inúmeras vezes, mas sempre gastando Special Points a cada uso. Bowser também pode adquirir novos ataques, liberando seus capangas ou coletando Blitties e entregando eles ao monsieur Broque, um mercador feito de blocos. Os ataques de Bowser usam a tela tocável.
Existe também um novo sistema de classificação, onde os jogadores aumentam sua colocação à medida que evoluem de nível. Ganhando colocações irá permitir que Mario, Luigi e Bowser a equipar mais itens, comprar mais equipamentos e possivelmente ganhar um novo item. O sistema de medalha também foi alterado. Ao invés de medalhas que garantem uma certa habilidade, elas são agora usadas para dar bônus durante ataques "bons", "ótimos" e "excelentes" do jogador. Alguns incentivos são regeneração de vida ou de Special Points, ganhar mais moedas ao final da batalha ou aumentar o poder do ataque.

## Enredo
Uma infecção misteriosa chamada "The Blorbs" está tomando controle do Reino dos Cogumelos. A infecção, de causa desconhecida, faz com que os Toads inflem várias vezes seu tamanho normal e rolem descontrolados. Um conselho, incluindo Mario e Luigi, é chamado para discutir o que pode ser feito com a infecção. Celeste, representante dos "espíritos das estrelas", também é chamada. No encontro, descobre-se que todos aqueles infectados foram expostos a um cogumelo "Blorb". Nesse momento, Bowser entra no castelo da princessa Peach e, como é seu hábito, tenta sequestrar a princesa. Mario luta e vence ele, expulsando ele do castelo.
Bowser descobre estar em uma floresta mística, onde uma figura misteriosa lhe oferece um "cogumelo sortudo", que faz com que Bowser saia em uma fúria cega, sugando tudo que encontra em seu caminho. Ele vai até o castelo de Peach novamente e suga todos os membros do conselho, que ficam de tamanho microscópico e ficam presos no corpo de Bowser. A figura misteriosa revela ser Fawful (antigo assistente da vilã principal de Superstar Saga), este toma controle do castelo de Peach, enquanto seu assistente, Midbus, toma controle do castelo de Bowser.
Este deve agora lutar para pegar seu castelo de volta, enquanto Mario, Luigi e os outros membros do conselho devem tentar descobrir como sair do corpo de Bowser e salvar seu próprio castelo.

## Personagens
- Mario: O encanador que todos conhecem. Mario é o herói do reino dos cogumelos. Bravo, corajoso e sempre disposto a ajudar! Ele parece ter um interesse amoroso pela princesa Peach. Nesse jogo ele é "engolido" pelo Bowser, seu arquinimigo! Agora ele e seu irmão, Luigi, devem achar a princesa Peach (que está presa em algum lugar do corpo do Bowser), sair do Bowser e destruir o Fawful.
- Luigi: O famoso irmão mais novo de Mario. Medroso e sempre se dando mal, ajuda Mario na sua busca.
- Princesa Peach: A princesa do Reino dos Cogumelos (Mushroom Kingdom) que apesar de governadora de um reino de cogumelos, é humana. Ela é conhecida por sempre ser sequestrada por Bowser na maioria dos jogos da série. Por ter sido a pessoa responsável pelo aprisionamento da Dark Star, Fawful quer usá-la para acordar a mesma. Ela também foi sugada pelo Bowser. Tem um interesse amoroso pelo Mario. Dentro do Bowser ela é encontrada nas suas banhas.
- Bowser: O velho inimigo-tartaruga-espinhenta de Mario, sempre sequestra a Peach para casar com ela e tornar-se rei dos cogumelos. Na série Mario e Luigi, Bowser é burro e atrapalhado, resolvendo problemas na base do soco. Ele é enganado pelo Fawful (leia a história do jogo escrita acima) e come o cogumelo da "sorte" e começa a sugar tudo. Quando acorda, Bowser descobre que Fawful o enganou, e que ele tomou Bowser Castle para si mesmo. Apesar de tudo, não sabe que Mario, Luigi, Peach, Starlow e outros estão dentro dele.
- Broque Monsieur: Um boneco feito de bloco. Ele se une a Bowser depois de tirar ele de uma ilha em Black Beach, depois de salvá-lo, ele procura seu cão Broggy e segue para Dimble Wood.
- Toads: São os habitantes do Reino dos Cogumelos. Os principais são Toad, o ajudante pessoal da Peach, Toadbert, um Toad nerd em eletrônica, e Toadsworth, o conselheiro da Peach.
- Fawful: Depois de passar Partners in Time trocando items por Beans (que, de acordo com Bowser's Inside Story, fortalecem quem as come) o cara-de-feijão retornou do Superstar Saga querendo dominar o mundo. Ele é muito conhecido por suas metáforas estranhas sobre comida.
- Midbus: Ajudante de Fawful. Forte, mas totalmente desprovido de cérebro.
- Starlow: É uma Star Spirite com poderes mágicos. Ela participa na reunião do castelo sobre os Blorbs. Dentro do Bowser, ela comunica-se com Mario sob o nome de Chippy. Ela pode emprestar seus poderes por tempo limitado para as outras pessoas (como visto no início do jogo).
- Emoglobins: Emoglobins variam em cor. Os amarelos explicam diversas coisas, como usos de dispositivos, aonde canos vão enquanto alguns salvam ou dão dicas. Os azuis propõem um jogo de perguntas, em qual Mario e Luigi devem saber a opinião de Bowser sobre o assunto. Os roxos apenas falam quando Bowser corre perigo de vida. Eles pedem que Mario e Luigi revivam Bowser, e no processo aumentarem o tamanho dele. Esse é um mecanismo de defesa interno, para destruir o inimigo.

## Recepção
Mario & Luigi: Bowser's Inside Story foi aclamado pela crítica. O jogo recebeu uma pontuação de 35/40 da revista japonesa de jogos, Famitsu, e vendeu 193 mil cópias na primeira semana de lançamento no Japão. O primeiro crítico norte-americano a comentar foi a revista "Nintendo Power", que deu 9,5/10. IGN deu ao jogo 9,5, assim como o "Editor's Choice Award", enquanto o site GameSpot deu 9 pontos e o mesmo prêmio. GameInformer concedeu ao jogo o prêmio de "Jogo Portátil do Mês", com uma pontuação de 8,75 de 10.[carece de fontes?]